# خريستينا ستوي
خريسيتينا ستوي (بالأوكرانية: Христина Стуй) هي عداءة مسافات قصيرة أوكرانية ولدت في يوم 3 فبراير 1988 في أوخرينيف في جمهورية أوكرانيا السوفيتية الاشتراكية، تخصصت في مسافة ال100، أبرز إنجازاتها هو فوزها بالميدالية البرونزية في سباق 4×100 متر مع الفريق الأوكراني في دورة الألعاب الأولمبية الصيفية 2012 في لندن، كما فازت بالميدالية البرونزية مع الفريق في بطولة العالم لألعاب القوى 2011 في دايغو، وعلى الصعيد الفردي تمكنت ستوي من الفوز بالميدالية الفضية في بطولة أوروبا لألعاب القوى 2012 في هلسنكي، كما فازت بميداليات أخرى في الألعاب الجامعية وفي بطولات أوروبية مختلفة، أفضل رقم لها في سباق ال100 هو 11.41 ثانية سجلته في سنة 2008 في كييف.

## روابط خارجية
- خريستينا ستوي على موقع الاتحاد الدولي لألعاب القوى (الإنجليزية)
- خريستينا ستوي على موقع الدوري الماسي (الإنجليزية)
- خريستينا ستوي على موقع اللجنة الأولمبية الدولية (الإنجليزية)
- خريستينا ستوي على موقع أوليمبيديا (الإنجليزية)